# Chilodiplus albertisi
Chilodiplus albertisi är en skalbaggsart som beskrevs av Sharp 1877. Chilodiplus albertisi ingår i släktet Chilodiplus och familjen Melolonthidae. Inga underarter finns listade i Catalogue of Life.